# Adarnassé VII Bagration
Adarnassé VII Bagration (mort en 896) est un prince géorgien du IXe siècle, de la famille des Bagrations.
Adarnassé VII Bagration est le fils aîné du comte Gourgen Ier d'Artani et de son épouse inconnue. La Chronique géorgienne lui prête le titre d'eristavi (grand-duc). Cette même source lui donne la parenté de trois enfants, qu'il a eu de son épouse inconnue : 
- David Ier, duc de Tao Supérieur ;
- Gourgen II, duc de Tao Supérieur et d'Artanoudji-Calarzène ;
- Dinar, mariée à Atrenerseh Ier, roi d'Albanie-Héréthie.

Il est mort en 896.

## Sources
- Cyrille Toumanoff, Les dynasties de la Caucasie chrétienne de l'Antiquité jusqu'au XIXe siècle : Tables généalogiques et chronologiques, Rome, 1990, p. 130.
- Marie-Félicité Brosset, Additions et éclaircissements à l'Histoire de la Géorgie, Académie impériale des sciences, Saint-Pétersbourg, 1851 (lire ce livre avec Google Books), Addition IX, p. 155.